# Yaeba

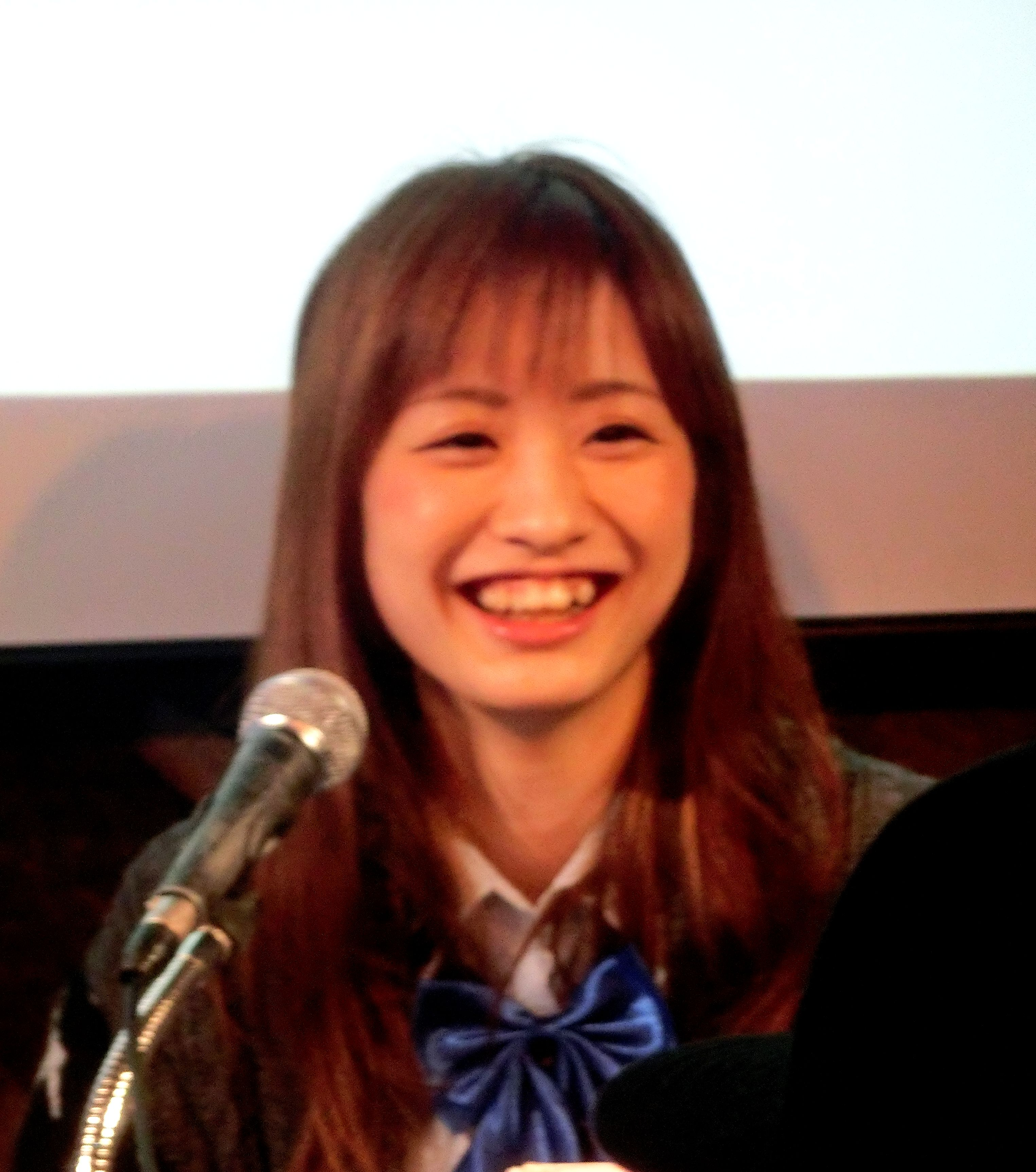
La chanteuse et mannequine japonaise Masora Hino avec des yaeba.

Dans la culture japonaise contemporaine, les yaeba (八重歯, litt. « double dent ») sont des dents humaines, en particulier les canines supérieures, ayant une apparence peu commune de crochet et similaire aux crocs d'un animal ou d'un vampire,. Au Japon, elle est perçue comme un signe de jeunesse et de beauté naturelle. Elle est également connue au Japon sous les noms de « dent poussée », « dent accessoire » ou « dent du diable ». Aux États-Unis, le yaeba est connu sous le nom de snaggleteeth.
En 2013, les yaeba sont devenus tellement à la mode que les adolescentes japonaises se sont fait effectuer par des cabinets dentaires des modifications pour poser des bouchons aux canines supérieures.
Le Dr Emilie Zaslow, professeur adjoint de communication à l'université Pace à Manhattan, qui a étudié l'identité sexuelle et la beauté dans la culture de consommation, a noté que ces goûts en constante évolution ont souvent un point commun : une fixation sur la jeunesse.
Selon elle, la dent écartée est une sorte de développement pré-orthodontique ou précoce, et le yaeba naturel est dû à un retard de dents de lait ou à une bouche trop petite,.
Le Dr Iván Malagón, expert en conception de sourire numérique et en orthodontie invisible, a étudié le phénomène des yaeba après que des clients se sont présentés à la clinique Iván Malagón, située dans un quartier de Salamanca, à Madrid, en demandant ce service.
Le yaeba est obtenu de manière réelle qui consiste en une procédure irréversible et provisoire. L'orthodontiste Malagón explique la pratique des yaeba peut provoquer des problèmes de dents : usure, sensibilité dentaire, mobilité des dents, problèmes musculaires, accélération du processus de perte de dents et il y a des zones où la brosse à dents n'est pas arrivée provoquant l'accumulation de plaque, voire une inflammation des gencives et des poches parodontales.